# Partito della Rivoluzione Popolare del Benin
Il Partito della Rivoluzione Popolare del Benin (in francese Parti de la Révolution Populaire du Bénin) è stato un partito politico della Repubblica Popolare del Benin, fondato nel 1975 dal generale Mathieu Kérékou. Con la nuova costituzione promulgata il 30 novembre 1975, divenne l'unico partito legale del Paese fino al 1990. Ideologicamente il partito era legato all'ideale marxista-leninista.
Nelle elezioni parlamentari in Benin del 1979, 1984 e 1989, il partito è stato l'unico ad essere autorizzato a partecipare. Nel 1979 le liste del partito ricevettero 1 243 286 voti (97,9%), 1 811 208 (98,1%) nel 1984 e nel 1 695 860 nel 1989 (89,6%).
Nel 1989 il partito rinunciò al marxismo-leninismo come sua ideologia guida. Il partito rimase al potere in Benin fino al 1990. Il partito si sciolse infine nel 1990 e venne sostituito dall'Unione delle Forze del Progresso.